# بيت تشيلكوت
بيت تشيلكوت (بالإنجليزية: Pete Chilcutt)‏ مواليد 14 سبتمبر 1968 في سمتر، هو لاعب كرة سلة أمريكي سابق بدأ مسيرته الاحترافية في سنة 1991 وحمل الرقم 32 و34 و33 و23 و24. يبلغ طوله 6 قدم 10 بوصة (2.1 م). اعتزل اللعب في 2000.

## فرق لعب لها
- سكرامنتو كينغز
- ديترويت بيستونز
- هيوستن روكتس
- ميمفيس غريزليس
- يوتاه جاز
- كليفلاند كافالييرز
- لوس أنجلوس كليبرز

## روابط خارجية
- بيت تشيلكوت على موقع إن بي أي (الإنجليزية)
- بيت تشيلكوت على موقع سبورتس رفرنس (الإنجليزية)
- بيت تشيلكوت على موقع كرة السلة الأوروبية.كوم (الإنجليزية)
- بيت تشيلكوت على موقع كلية كرة السلة في سبورتس رفرنس.كوم (الإنجليزية)
- بيت تشيلكوت على موقع ريلجم (الإنجليزية)
- بيت تشيلكوت على موقع بروبوليرز (الإنجليزية)